# Chrysochraon beybienkoi
Chrysochraon beybienkoi är en insektsart som beskrevs av Galvagni 1968. Chrysochraon beybienkoi ingår i släktet Chrysochraon och familjen gräshoppor. Inga underarter finns listade i Catalogue of Life.